# 푸깅 (니더외스터라이히주)

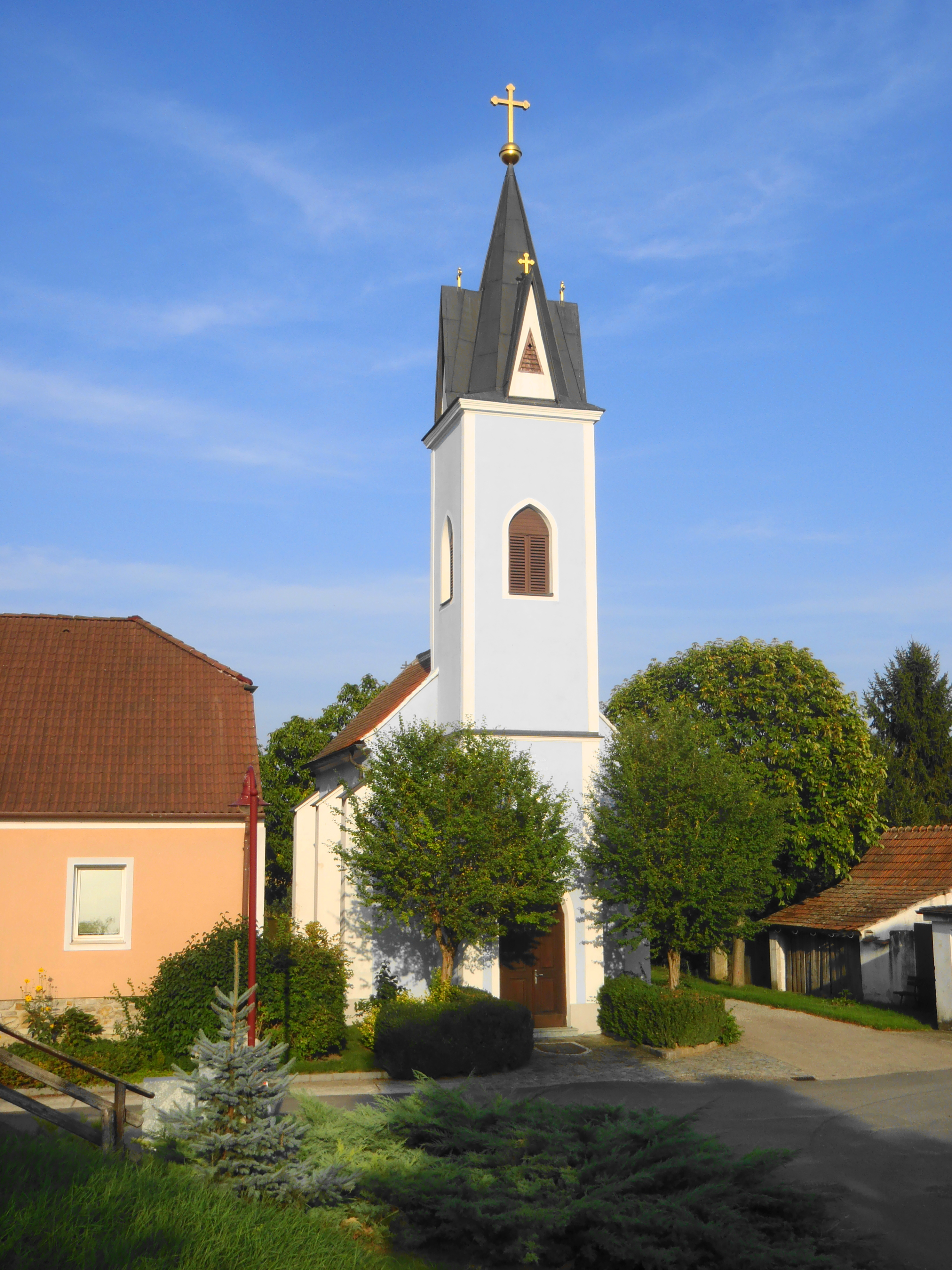

푸깅(Fugging), 1836년까지 푸킹(Fucking, /ˈfʊkɪŋ/)은 오스트리아 니더외스터라이히주에 있는 작은 마을의 이름이다. 이유가 바뀐 이유는 분명하지 않으나 오버외스터라이히주의 푸킹이 바뀐 이유와 비슷한 것으로 추측된다.